# Sabine Thomas
Sabine Thomas (* in Olching) ist eine deutsche Journalistin, Moderatorin und Schriftstellerin.

## Leben
Sabine Thomas studierte an der LMU München, außerdem absolvierte sie an der Bayerischen Akademie für Werbung und Marketing eine Ausbildung. Sie arbeitete freiberuflich als Redakteurin und Moderatorin für Jugendmusikmagazinsendungen bei Film, Funk und Fernsehen und wurde bekannt als Fernsehmoderatorin von Musiksendungen (bei SWF, musicbox und Tele 5) und Radio-DJane.
Sie schreibt überwiegend Kurzkrimis, die in verschiedenen Anthologien erschienen sind. Eine Sammlung eigener Krimi-Stories erschien 2002 unter dem Titel Mordsgelüste. Mit dem Jugendbuch Yaizas Insel hatte sie im Jahr 2000 ihr Roman-Debüt.
Außerdem schrieb sie Drehbücher für die ARD-Krimiserie Spur & Partner und veröffentlichte gemeinsam mit den Fotografen Wolfgang Heilemann und Fryderyk Gabowicz mehrere Bildtextbände über Musikstars wie ABBA, The Sweet, Bay City Rollers, AC/DC und Robbie Williams.
Seit 2003 organisiert sie das Krimifestival München. Sie ist außerdem Veranstalterin des Krimifestival Fünfseenland und der Tegernseer Kriminächte. Zudem ist sie  Initiatorin des Münchner Kinderkrimi-Preises (Schreibwettbewerb).
Sabine Thomas lebt in München und am Ammersee.

## Auszeichnungen
- 1993: Walter-Serner-Preis für Kurzgeschichten des SFB (2. Platz)
- 1998: Literatur-Stipendium der Stadt München (für Yaizas Insel)

## Werke (Auswahl)

### Romane, Erzählungen
- Yaizas Insel. Elefanten Press, Berlin 2000, ISBN 3-88520-761-3.
- Mordsgelüste. Crime Stories. Verlag der Criminale, München 2002, ISBN 3-935877-41-2.

### Anthologien: Krimis aus dem Fünf-Seen-Land
- Tatort Ammersee: 9 Kriminalgeschichten vom Ammersee. Sabine Thomas (Hrsg.), Gmeiner-Verlag, Meßkirch 2009, ISBN 978-3-89977-806-9.
  - Neuauflage 2019, ISBN 978-3-8392-2446-5.
- Tod am Starnberger See: 12 Kriminalgeschichten vom Starnberger See. Sabine Thomas (Hrsg.), Gmeiner-Verlag, Meßkirch 2010, ISBN 978-3-8392-1103-8
  - Neuauflage 2019, ISBN 978-3-8392-2448-9.
- Tod am Tegernsee: Kriminalgeschichten vom Tegernsee. Sabine Thomas (Hrsg.), Gmeiner-Verlag, Meßkirch 2011, ISBN 978-3-8392-1195-3.
  - Neuauflage 2019, ISBN 978-3-8392-2447-2.

### Bildtextbände
- ABBA (2004)
- AC/DC (2004)
- Bay City Rollers (2004)
- Rod Stewart (2005)
- Alice Cooper (2005)
- Sweet (2005)
- Robbie Williams (2006)
- Die Toten Hosen (2006)